# Bandeira da Grécia
A bandeira da Grécia baseia-se em nove listras horizontais iguais de azul que alternam com branco. Existe um quadrado azul no canto superior esquerdo da tralha, designado por cantão, que contém uma cruz branca. A cruz simboliza a ortodoxia grega, a religião tradicional do país, e cada uma das nove listras corresponde a uma sílaba da frase "Liberdade ou Morte" (Ελευθερία ή θάνατος). As proporções oficiais da bandeira são de 2:3.

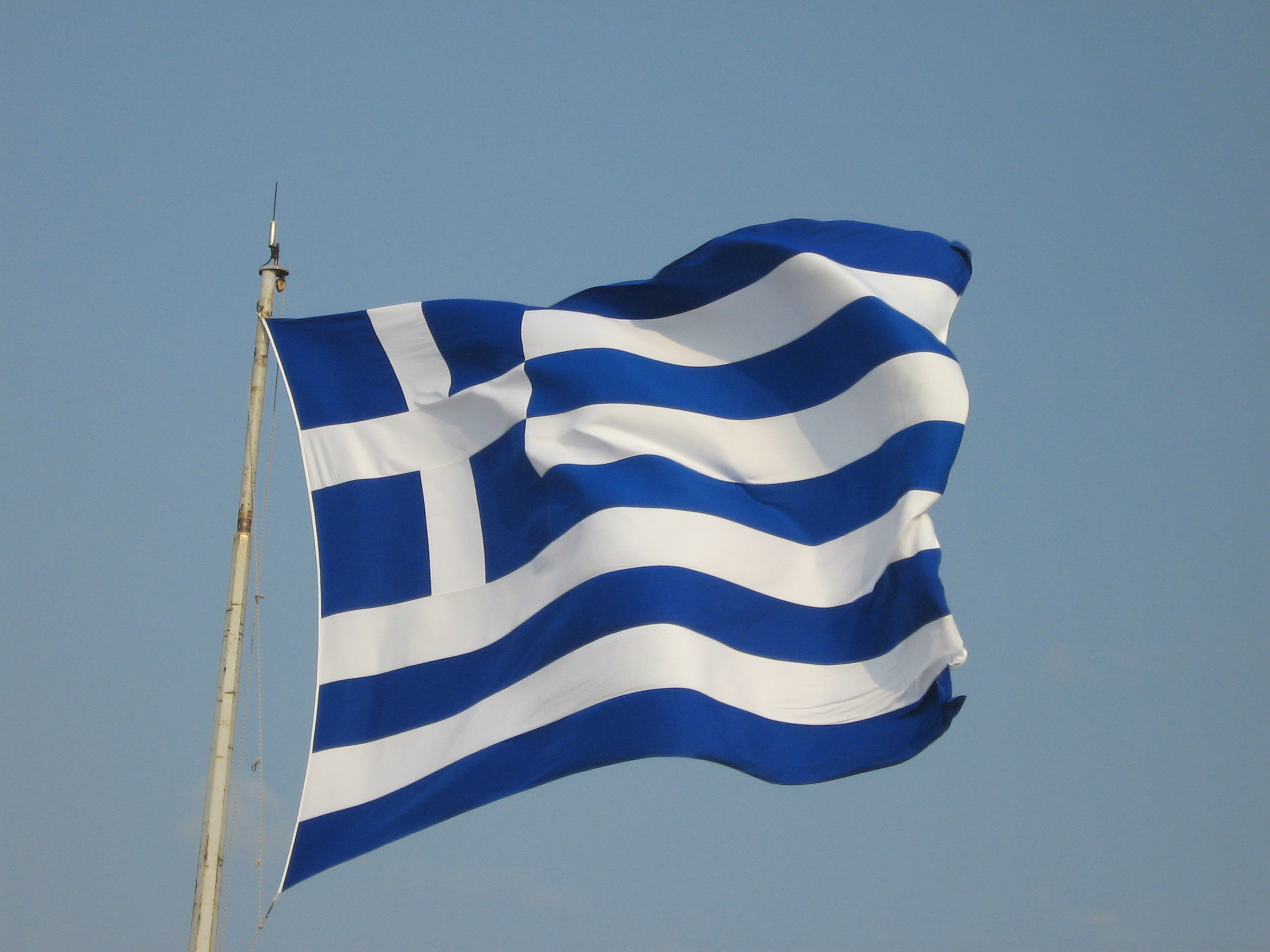

O esquema de cores de azul e branco foi pela primeira vez usado na década de 1820, mas a forma atual só foi adaptada como bandeira nacional em 1978. Anteriormente, num azul mais escuro, a bandeira era apenas usada no mar e pela marinha mercante, e a bandeira nacional era uma simples cruz branca em fundo azul.

## Outras bandeiras

Jaque.
Estandarte presidencial.
Bandeira de Monte Atos

## Bandeiras históricas

Bandeira sob o domínio do Império Bizantino.
Bandeira dos sipahi cristianos, usada nos territórios gregos (1431-1619).
Bandeira sob o domínio do Império Otomano, cores vermelhas pelos otomanos e faixa azul para os gregos.
Bandeira surgida em 1769, mais famosa por seu uso na Revolução Grega de 1821.
Bandeira de 1822 a 1969.
Bandeira de 1970 a 1975, sob o Regime Ditatorial, retomada de 1979 até à actualidade, em tons mais claros.
A bandeira de 1822, retomada de 1975 a 1978.
Bandeira do Reino da Grécia, entre 1863 e 1924, e 1935 e 1973.